# Jospen Billy Takougoum
Billy Jospen Takougoum Kuitche, né le 10 janvier 1997 à Bamougoum (Cameroun), est un athlète camerounais, spécialiste du lancer de poids.

## Biographie
Jospen Billy Takougoum naît le 10 janvier 1997 à Bamougoum dans la région de l'Ouest au Cameroun.
En 2021, il participe aux jeux organisés au complexe multisport Japoma à Douala aux côtés d'athlètes de 11 pays africains. Le 22 mai 2021, il bat le record du lancer court avec une distance de 17,28 m, précédemment détenu par Quentin Soné Ehawa (17,07 m) 24 ans plus tôt.
En 2022, il se classe 2e au lancer du disque masculin au Grand Prix international CAA de Douala.